# Jean Roule
Jean Roule est le personnage principal de la tragédie prolétarienne d’Octave Mirbeau, Les Mauvais Bergers (1897). Lors de la création de la pièce, il était incarné par Lucien Guitry.

## Un militant anarchiste
Comme l’indique le nom qu’il a adopté symboliquement, Jean Roule est un “rouleur”, c’est-à-dire un prolétaire sans attaches, qui roule sa bosse en fonction du travail qu’il trouve, mais qui ne s’enracine nulle part. Il est aussi un militant libertaire, qui, partout où il passe, tente de conscientiser ses frères de misère, les ouvriers, souvent trop épuisés par le travail et trop fatalistes pour entreprendre de lutter pour changer leur condition d’esclave, à l’instar du vieux Thieux, qui, au début de la pièce, perd sa femme, usée et détruite par le travail. 
C’est ce qu’il fait en arrivant dans l’usine d’Hargand, d’où s’échappent des fumées infernales, et, en particulier, en convertissant à son idéal la jeune Madeleine, fille de Thieux, très sensible à son honnêteté, à son sens de la solidarité et à son charisme. Il finit par persuader ses camarades de se lancer dans une grève dans l’espoir d’obtenir par la lutte, non seulement des améliorations sensibles de leurs salaires et de leurs conditions de travail et de sécurité, mais aussi le droit à la culture et à la beauté. 
Malheureusement le patron Hargand se révèle inflexible, la faim s’installe parmi les grévistes, et Jean Roule commet l’erreur de refuser l’aide proposée par les députés socialistes, qui ne sont à ses yeux que des “mauvais bergers” seulement désireux de « maintenir et accroître leur puissance électorale ». Il risque alors d’être lynché par la foule des ouvriers en colère, qui le jugent responsable de l’échec inévitable de leur lutte, mais il est sauvé par l’intervention de Madeleine. Quand la troupe, appelée par le patron Hargand, intervient et tire sur la foule désarmée, Jean Roule est tué, et Madeleine, enceinte et blessée, meurt en s’abattant sur son cadavre ; l’enfant de Jean Roule, qui aurait pu incarner l’espoir d’une émancipation future, meurt avec elle.
Octave Mirbeau, qui était lui aussi anarchiste, partage les revendications mises en avant par Jean Roule et il admire son énergie, sa détermination et son sacrifice. Mais il le considère néanmoins lui aussi comme un “mauvais berger” parce que, par son intransigeance et son refus de tout compromis, il conduit les ouvriers à la mort.